# 青木猛比古
青木 猛比古（あおき たけひこ、1831年（天保2年） - 1867年（慶応3年））は、幕末期の尊皇運動家。豊後国海部郡堅田郷柏江村（現・大分県佐伯市）出身。
農家に生まれ、幼少時より寺院に預けられる。1852年（嘉永5年）に寺院を出奔して還俗し、尊皇運動に身を投じる。大坂に出たのち、京都の白川伯王家の当主・資訓の知遇を得て、九州方面で尊皇運動の宣布活動をおこなった。その後、京都と長門国・周防国等を往来する。1865年（慶応元年）に豊後に戻った際に、楠木正成にちなんだ「楠公会」を佐田秀（ひずる）とともに結成した。1866年（慶応2年）の第二次長州征伐の際には小倉城の戦いに長州藩側で参加した。その後は豊後国内で尊皇運動を続けたが、日田郡代が同志を襲撃したことを受けて、馬関（現・下関市）に逃れる。翌年、京都に向かったが、その地で幕府側により殺害された。
死去から約65年が経過した1932年7月に、郷里の速川神社境内に、南海部郡教育会の手により記念碑が建立された。

## 関連文献
- 大分県地方史研究会（編）『大分縣地方史 No.47』（青木猛比古特集号）大分県地方史研究会、1967年[5]
- 南海部郡教育会 編「勤王志士青木猛比古先生」、南海部郡教育会、1933年、doi:10.11501/1094935、NDLJP:1094935。